# WISE 0627-1114
WISE 0627-1114 (= EQ J0627-1114) is een bruine dwerg met een spectraalklasse van T6. De ster in het sterrenbeeld Grote Hond (Canis Major) bevindt zich 37,2 lichtjaar van de zon.